# تیم ملی فوتبال زنان کرواسی
تیم ملی فوتبال زنان کرواسی (به کرواتی: Hrvatska ženska nogometna reprezentacija) نمایندهٔ کرواسی در ردهٔ ملی است. این تیم توسط فدراسیون فوتبال کرواسی اداره می‌شود.